# Тазларовська сільська рада (Бураєвський район)
Тазла́ровська сільська рада (рос. Тазларовский сельский совет) — муніципальне утворення у складі Бураєвського району Башкортостану, Росія. Адміністративний центр — присілок Новотазларово.

## Населення
Населення — 1315 осіб (2019, 1740 в 2010, 1999 в 2002).

## Склад
До складу поселення входять такі населені пункти:
| Населений пункт          | Населення, осіб (2002) | Населення, осіб (2010) |
| ------------------------ | ---------------------- | ---------------------- |
| Касіярово, присілок      | 204                    | 191                    |
| Новокізганово, присілок  | 576                    | 491                    |
| Новотазларово, присілок  | 432                    | 405                    |
| Старокізганово, присілок | 215                    | 157                    |
| Старотазларово, присілок | 252                    | 221                    |
| Утяганово, присілок      | 147                    | 135                    |
| Чишма-Бураєво, присілок  | 173                    | 140                    |